# پامپور
پامپور (به انگلیسی: Pampore) یک منطقهٔ مسکونی در هند است که در Pulwama district واقع شده‌است. پامپور ۲۱٬۶۸۰ نفر جمعیت دارد و ۱٬۵۷۳ متر بالاتر از سطح دریا واقع شده‌است.